# أرشيبالد هارلي
أرشيبالد هارلي هو سياسي كندي، ولد في 10 أكتوبر 1824، وتوفي في 19 مايو 1904. حزبياً، نشط في الحزب الليبرالي الكندي. وقد انتخب عضو مجلس العموم الكندي.